# Skáldatal
Das Skáldatal ist ein Skaldenverzeichnis, das sich in einer einzigen Handschrift (DG 11) der Snorra-Edda und in einer weiteren der Heimskringla (AM 761, 4to) befindet und nur in diesem Sinne zur Snorra-Edda gerechnet werden kann. 
Der Text besteht aus einer Liste von Skalden, die chronologisch gegliedert ist, und die von der Nennung sagenhafter Dichterpersönlichkeiten bis um 1300 reicht. Die aufgezählten Skalden sind auch aus anderen Quellen gut bekannt. Von einigen der hier genannten Skalden blieben Dichtungen erhalten, besonders Preislieder, die sie für ihre Fürsten verfassten. Die Liste der Skáldatal ist aber nicht vollständig, da weitere Skaldendichtungen bekannt sind, deren Verfasser in der Skáldatal nicht erwähnt werden.